# Инсбрук
И́нсбрук (нем. Innsbruck, бав. Innschbruck, тирольск. Innschpruckh) — город в Австрии, административный центр федеральной земли Тироль. Расположен на западе страны на берегу реки Инн. Площадь города составляет 104,91 км², население — 131 059 человек (1 января 2021), плотность населения — 1258 чел./км². Крупный промышленный, туристический, культурный и спортивный центр Австрии.

## Физико-географическая характеристика

### Географическое положение
Инсбрук находится в долине на берегу реки Инн в центре Восточных Альп, у подножия хребта Карвендель в 478 км западнее Вены.

### Климат
| Показатель                    | Янв. | Фев. | Март | Апр. | Май  | Июнь | Июль | Авг. | Сен. | Окт. | Нояб. | Дек. | Год  |
| ----------------------------- | ---- | ---- | ---- | ---- | ---- | ---- | ---- | ---- | ---- | ---- | ----- | ---- | ---- |
| Средний суточный максимум, °C | 3,1  | 5,4  | 11,2 | 17,3 | 20,7 | 23,6 | 25,5 | 24,3 | 20,7 | 16,1 | 8,8   | 3,6  | 15,0 |
| Средняя температура, °C       | −0,8 | 0,8  | 5,6  | 11,0 | 14,6 | 17,9 | 19,5 | 18,7 | 15,3 | 10,8 | 4,6   | 0,1  | 9,8  |
| Средний суточный минимум, °C  | −4,7 | −3,9 | −0,1 | 4,6  | 8,5  | 12,1 | 13,5 | 13,2 | 9,9  | 5,5  | 0,4   | −3,4 | 4,6  |
| Норма осадков, мм             | 49   | 31   | 42   | 41   | 86   | 112  | 115  | 143  | 85   | 65   | 44    | 51   | 864  |
| Источник: weatheronline       |      |      |      |      |      |      |      |      |      |      |       |      |      |

## Население
| Год  | Численность |
| ---- | ----------- |
| 1869 | 26573       |
| 1889 | 32157       |
| 1890 | 38463       |
| 1900 | 49727       |
| 1910 | 65221       |
| 1923 | 70240       |
| 1934 | 78797       |
| 1939 | 81710       |
| 1951 | 95055       |
| 1961 | 100695      |
| 1971 | 116010      |
| 1981 | 117287      |
| 1991 | 118112      |
| 2001 | 113392      |
| 2011 | 119617      |
| 2021 | 131059      |

## История

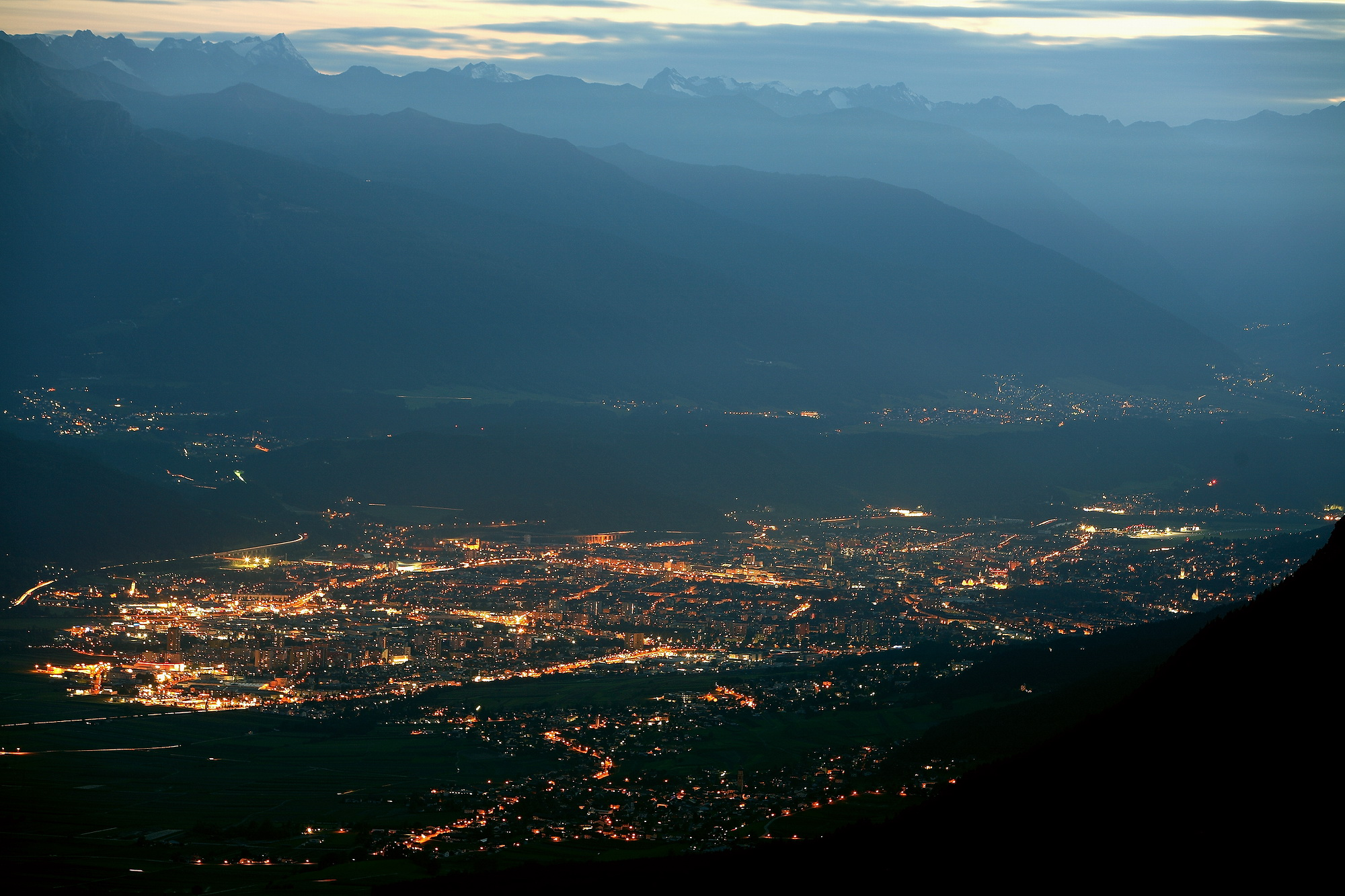
Вид на Инсбрук ночью

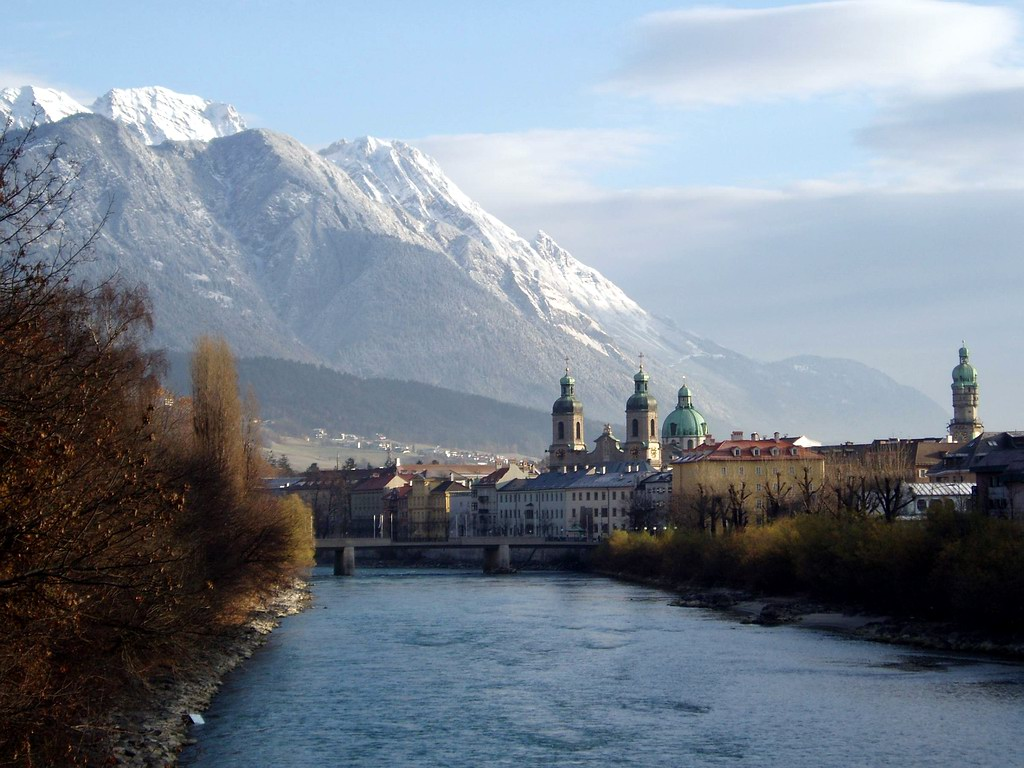
Старый город со стороны реки Инн

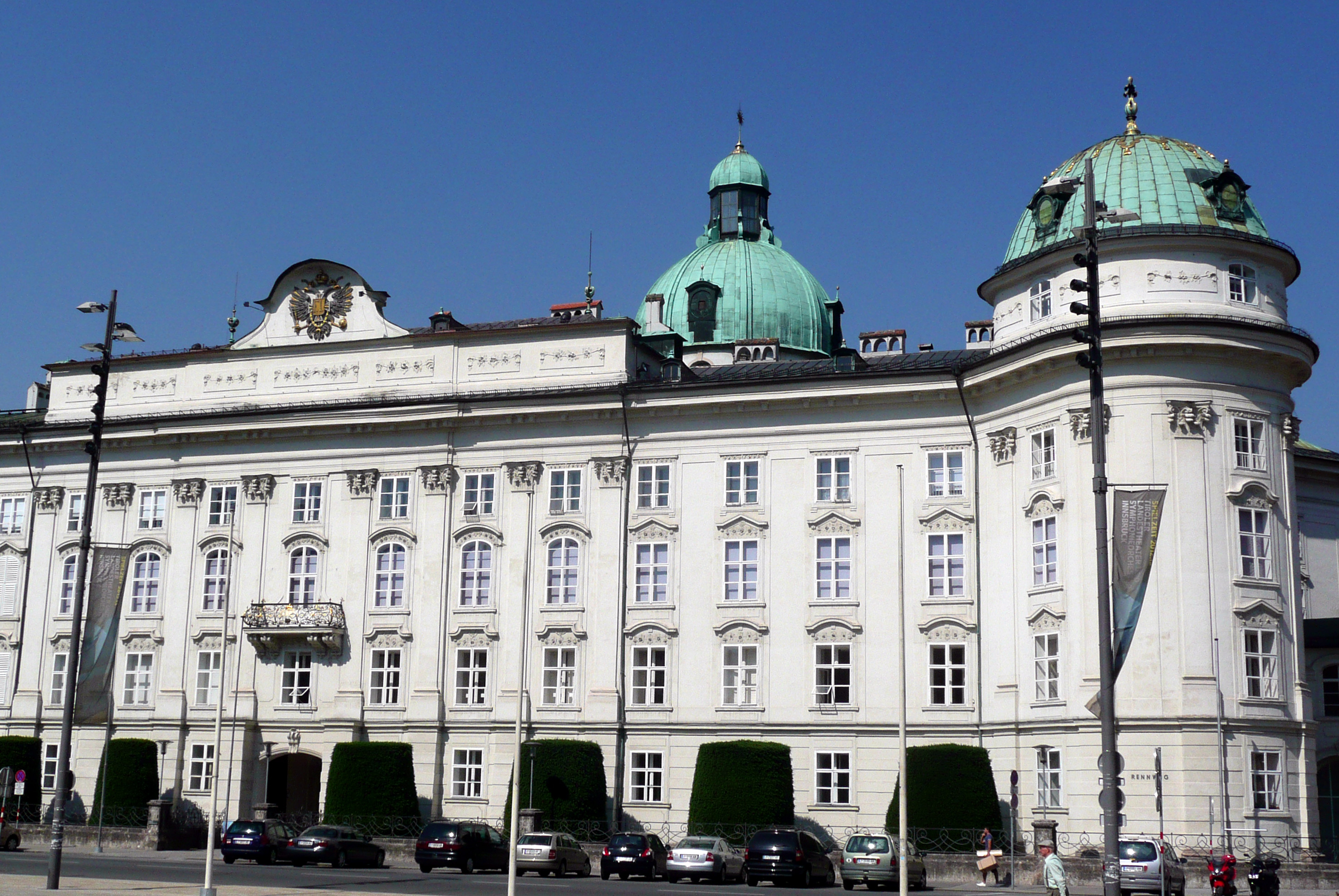
Королевский дворец Хофбург

За 15 лет до нашей эры при императоре Августе в альпийскую область вошли римские войска под командованием его приёмных сыновей Тиберия и Друза, завоевавших область вплоть до Дуная. Область Тироля стала с тех пор важным транзитным регионом на торговом пути север — юг.
В 200 году новой эры при императоре Септимии Севере на пути в Аугсбург основана укрепленная крепость Veldidena (нем., современный Велден). После крушения Западной римской империи область Тироля была завоёвана аллеманнами и затем остготами.
В 550 году предки современных баварцев в процессе переселения народов заняли долину Инна, и вся территория попала под власть герцогства Бавария. Проникнув через перевал Бреннер в Южный Тироль, баварцы, смешавшиеся к тому времени с местным населением, столкнулись с жившими в районе Лиенца славянами. Дальнейшую христианизацию края продолжили ирландские и англосаксонские миссионеры.
Впервые название Инсбрук упомянуто в 1180 году. Как город Инсбрук основан в 1234 году, по распоряжению герцога Оттона Меранского. В 1239 году город получил собственные права и привилегии, а в 1420-м Инсбрук стал столицей Передней Австрии. В 1248 году образовалось, а в 1271 году получило независимость государство Тироль, находившееся под властью местного герцога.
В 1363 году к власти по праву наследства пришёл герцог Рудольф IV Габсбург, с тех пор вплоть до крушения монархии Тироль находился под властью Габсбургов. При герцоге Рудольфе IV в 1420 году Инсбрук становится главным городом Тироля.
В 1486 году отчеканен первый талер, ставший важной общеевропейской монетой. В 1504 году по приказу императора Максимилиана с восточного берега (из деревни Мюхлау) в Инсбрук переселили оружейников и основали большие мануфактуры в городе. После чего Инсбрук становится одним из главных европейских оружейных центров, а оружейная мануфактура первым в Европе государственным оружейным производством. В 1508 году был коронован Максимилиан I, при котором Инсбрук стал одним из важнейших центров европейской политики и культуры.
В 1526 году во время крестьянской войны возникла идея создания крестьянской, христианской и демократической республики. Основатель её Михаэль Гайсмайр был казнён в Венеции после поражения крестьянской войны.
В 1552 году вторгшийся в Тироль с войском курфюрст Саксонии Мориц опустошил страну. Эрцгерцог Фердинанд II основал известное собрание культурных ценностей в за́мке Амбрасе, в то же время были построены значительные здания. При нём началась Реформация, но ей была противопоставлена (при содействии эрцгерцога, иезуитов и капуцинов) Контрреформация и протестантизм в Тироле не удержался.
В 1665 году пресеклась линия тирольских Габсбургов, а следом страна потеряла свою независимость, перейдя под власть венской линии этого рода. При императоре Леопольде I в 1669 году в Инсбруке был основан университет.
Во время войны между Австрией и Францией за испанское наследство вместе с войсками баварского курфюрста Макса Эммануила в Тироль в 1703 году вошли французы, но нападение было отражено. В честь этого события в Инсбруке был воздвигнут памятник «Анназауле».
В 1796—1797 годах началась война революционной Франции с Австрией. После поражения под Аустерлицем, на основании мирного договора 1805 года в Прессбурге Наполеон I передал Тироль Баварии.

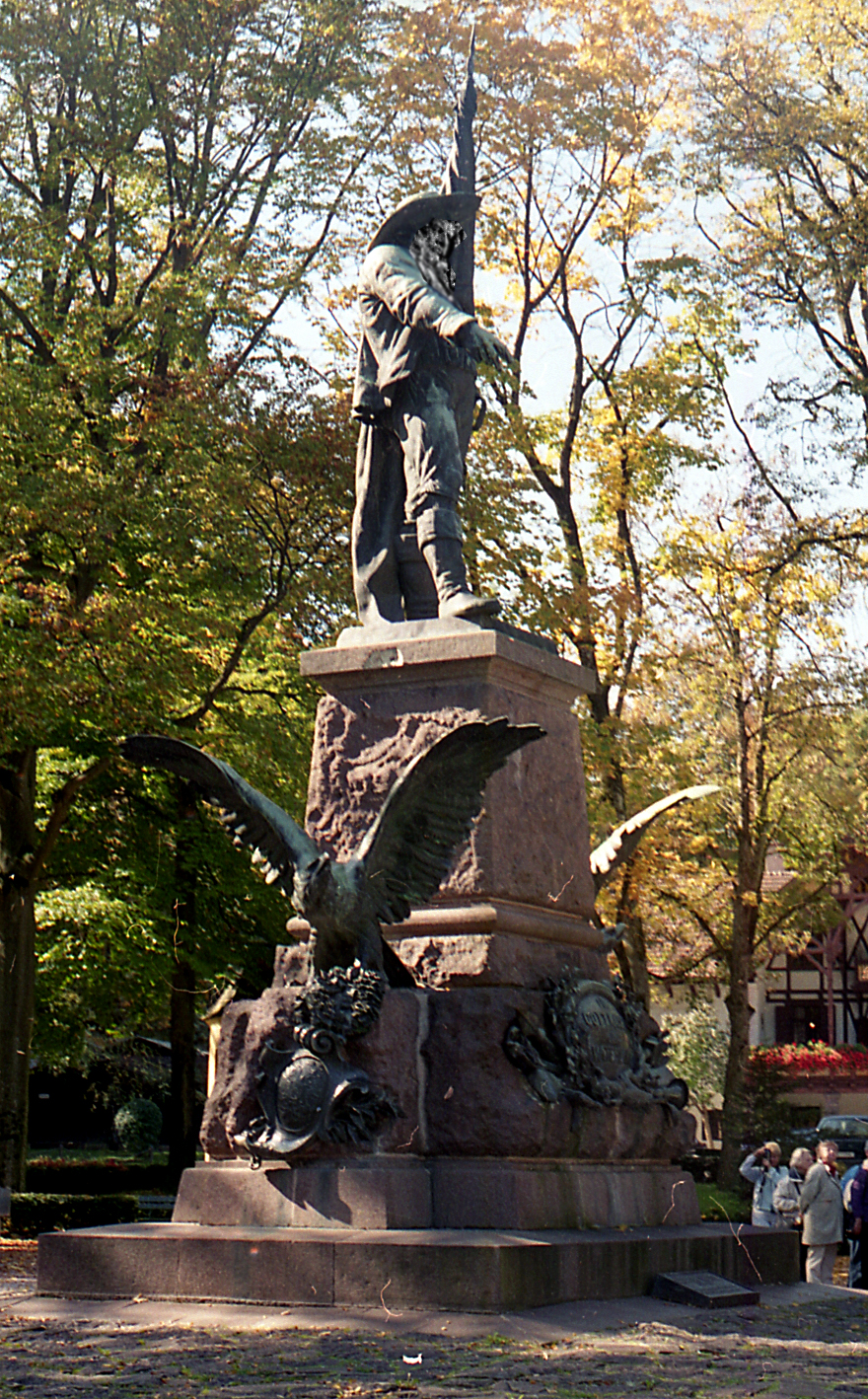
Памятник Андреасу Хоферу

В 1809 году началась освободительная война тирольцев против Баварии и Франции под руководством пастуха Андреаса Хофера. В этой войне тирольцы трижды одержали победы, но в четвёртый раз Наполеон победил и Хофер был в 1810 году расстрелян в Мантуе. Тироль снова перешёл под власть Баварии, однако по решению Венского конгресса 1814 года снова возвращён Австрии.
В 1938 году Гитлером был произведён аншлюс Австрии, Тироль вошёл в состав нацистской Германии.
15 мая 1955 года по решению министров иностранных дел стран-победительниц Австрия была вновь воссоздана как суверенное демократическое, нейтральное государство в границах 1938 года.

## Экономика

### Компании
Здесь работают такие компании, как DEZ, Banner и многие другие.

### Транспорт
Городской транспорт представлен трамваем и автобусами. Последняя троллейбусная линия была ликвидирована в 2007 году. Было решено сделать ставку на дальнейшее развитие трамвайной системы.
В городе есть международный аэропорт Кранебиттен.
Железнодорожная станция Западный вокзал является одной из станций системы тирольского S-Bahn.

## Политическая ситуация
Бургомистр — Христине Оппиц-Плёрер (избирательный список Für Innsbruck) по результатам выборов 2012 года.
Совет представителей коммуны (нем. Gemeinderat) состоит из 40 мест.
- Избирательный список Für Innsbruck занимает 9 мест.
- АНП занимает 9 мест.
- Зелёные занимают 8 мест.
- СДПА занимает 6 мест.
- АПС занимает 3 места.
- Избирательный список Rudi Federspiel занимает 3 места.
- Избирательный список Tiroler Seniorenbund занимает 1 место.
- Партия Piraten Partei Tirol занимает 1 место.

## Наука и образование
Инсбрукский университет имени Леопольда и Франца основан в 1677 году.

## Культура
- Важное событие культурной жизни Инсбрука — ежегодный (с 1976) летний фестиваль старинной музыки, крупнейший в мире фестиваль такого профиля.
- В городе ежегодно проводится International Film Festival Innsbruck — международный кинофестиваль, который включает в себя конкурсную и внеконкурсную программы, а также — многочисленные тематические мероприятия[4].

## Архитектура и достопримечательности

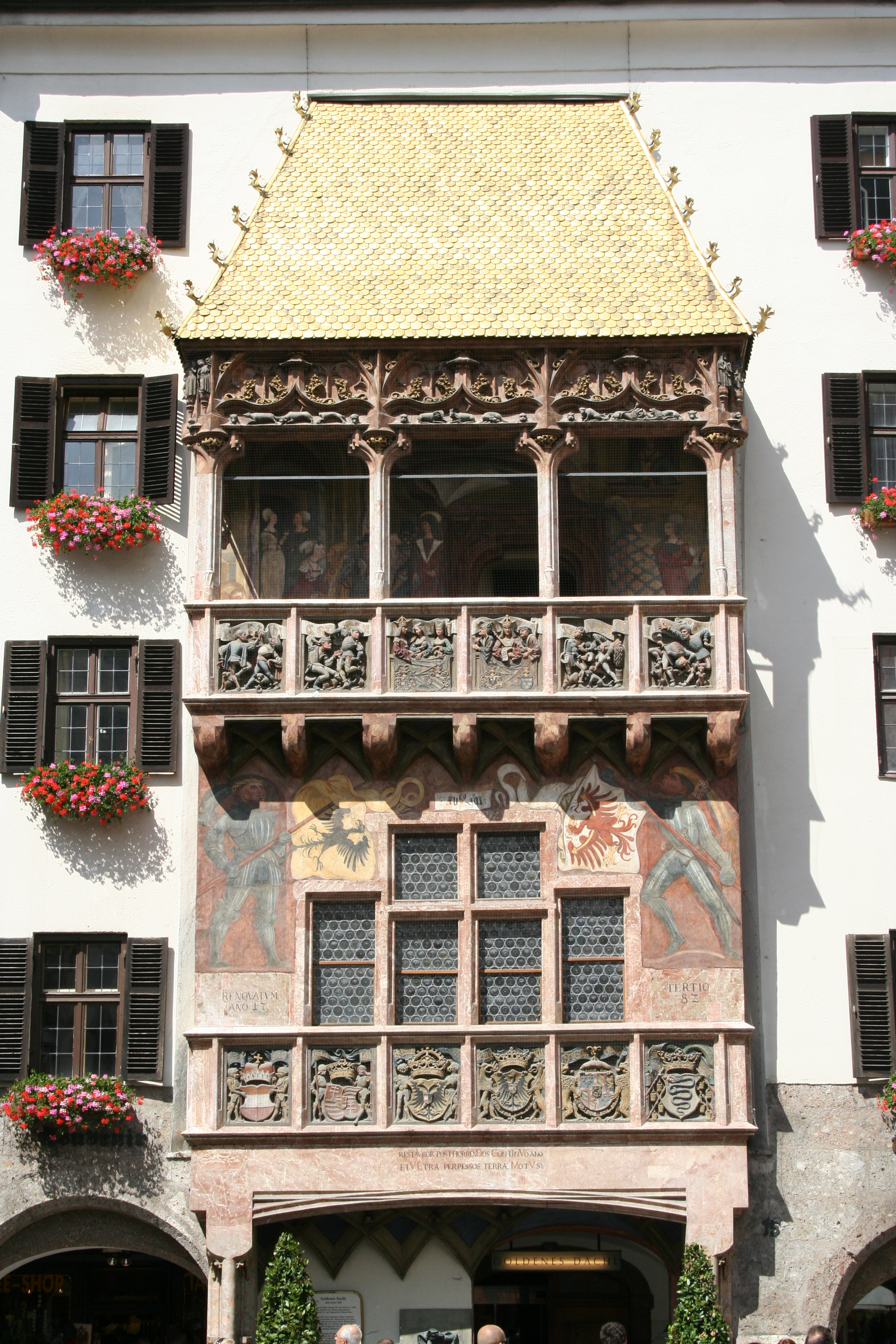
«Золотая крыша»

В городе находятся 11 церквей (сервитов, иезуитов, Воскресения Христова, Собор Святого Иакова, во францисканской или придворной — мраморный кенотаф императора Максимилиана I), 5 монастырей, иезуитская коллегия, Фердинандеум или Тирольский национальный музей, замок Амбрас. Кроме того в центре города находится «Фонтан Леопольда», который венчает, вероятно, первая в мире конная статуя на двух точках опоры, Колонна Святой Анны.

## Спорт

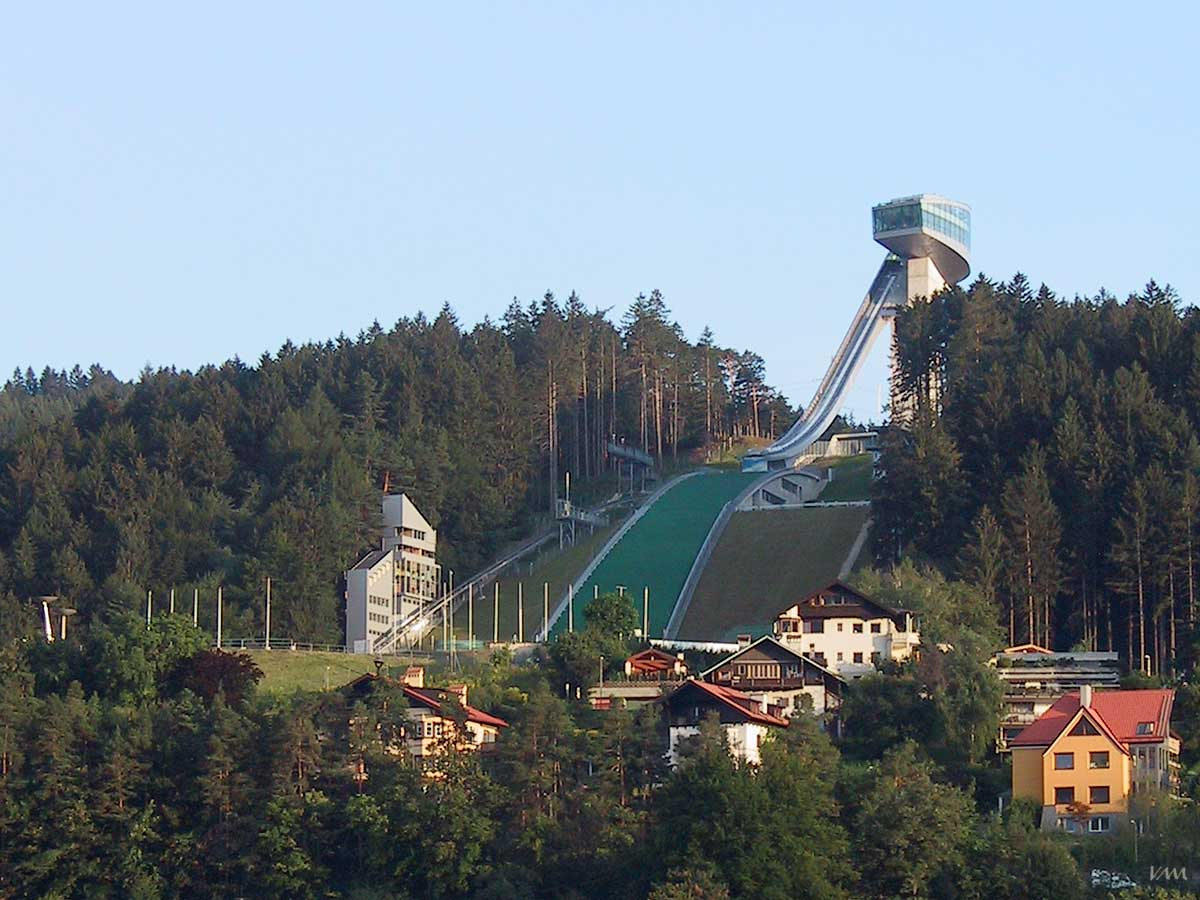
Олимпийский трамплин «Бергизель» в Инсбруке

Город дважды принимал зимние Олимпийские игры в 1964 и 1976 годах (игры 1976 года Инсбрук получил после отказа Денвера из-за провала референдума о финансировании игр). Кроме Инсбрука ещё лишь 2 города дважды принимали зимнюю Олимпиаду — швейцарский Санкт-Мориц и американский Лейк-Плэсид.
В 1968 году город принимал V зимнюю универсиаду.
В пригороде Инсбрука Игльсе расположена санно-бобслейная трасса.
В 2005 году в Инсбруке на арене Olympia World проходили матчи чемпионата мира по хоккею, включая два четвертьфинала Канада—Словакия и Швеция—Швейцария (полуфиналы и финал прошли в Вене).
В 2008 году на стадионе Тиволи Ной в Инсбруке состоялись 3 матча чемпионата Европы по футболу, в том числе две игры группового этапа с участием сборной России (Россия — Испания 1:4 и Россия — Швеция 2:0). В Инсбруке базируется футбольный клуб «Ваккер».
В 2012 году в городе проведены первые зимние юношеские Олимпийские игры.
В мае 2013 года проведён кубок мира по болдерингу.
В новогодние дни на трамплине «Бергизель» ежегодно проходит один из этапов престижного «Турне четырёх трамплинов».
В октябре 2024 года в Инсбруке пройдет Чемпионат Европы по настольному теннису.

## Города-побратимы
- Фрайбург, Германия (1963)
- Гренобль, Франция (1963)
- Сараево, Босния и Герцеговина (1980)
- Ольборг, Дания (1982)
- Тбилиси, Грузия (1982)
- Омати, Япония (1985)
- Новый Орлеан, США (1995)

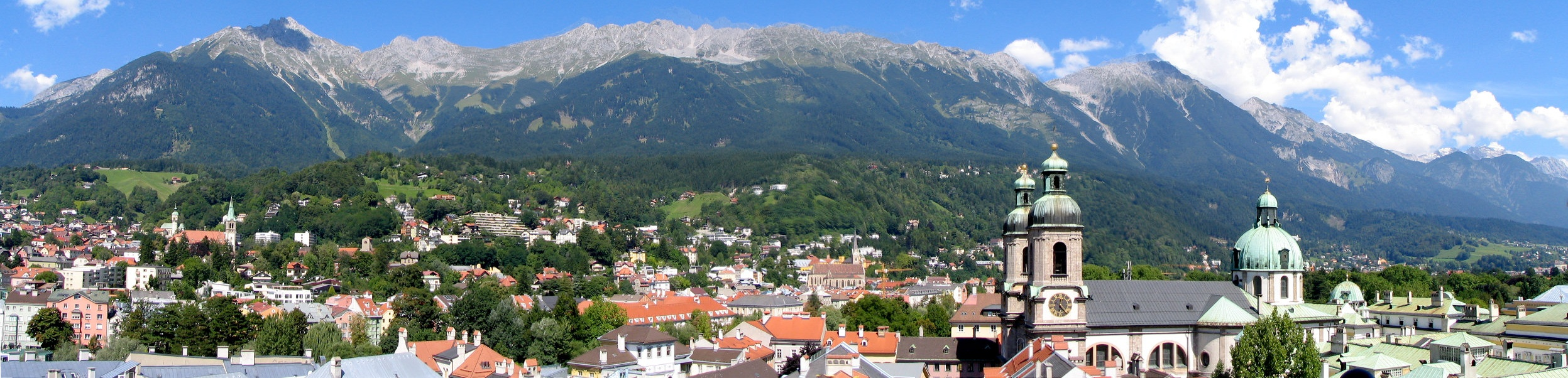
Панорама Инсбрука

- Краков, Польша (1998)